# 진짜 뷰티
《진짜 뷰티》는 K-STAR에서 편성된 메이크업 전문 예능 프로그램이다.

## 소개
2030 여성들의 워너비 콘텐츠를 겨냥한 신개념 뷰티 프로그램으로 검증되지 않은 홍보성 정보나 각종 매체에서 쏟아져 나오는 흔한 뷰티 정보가 아닌 매회 색다른 실생활 뷰티 아이템을 제시해 솔직 과감한 진짜 뷰티 정보 프로그램을 표방하는 지금껏 존재하지 않던 '진짜 신랄한 뷰티 쇼'가 온다!
수많은 뷰티 프로그램에선 미처 말하지 못했던 뷰티 비하인드 스토리의 모든 것.
세상의 모든 여자들을 위한 위험하고 과감한 촌철살인 뷰티쇼! 진 짜 뷰 티
범람하는 정보들 속에서 딱 한 편만으로 마스터 하고 싶다면?
이 똑똑한 뷰티쇼에 집중하라!

## 출연자

### MC
- 박은지
- 남지현

### 뷰티스트
- 봄님
- 뷰링
- 애콤
- 레오제이
- 트리플제이
- 이사배
- 양수빈
- 민가든
- 뷰티다다 (다솜, 다혜)
- 최마리
- 문군
- 경민
- 수빈
- 엘리나
- 꽁지
- 호버
- 자로
- 박하
- 엠마
- 위우
- 사카

### 뷰티 크리에이터
- 현태

### 뷰티 에디터
- 이찬석
- 민상원

### 뷰티 기자
- 임흥열

### 한의사
- 주성완

### 메이크업 아티스트
- 고우리
- 함경식
- 김미소
- 김선희

### 피부과 전문의
- 오가나

### 쇼 호스트
- 조윤주
- 권미란
- 정승혜

### 헤어 디자이너
- 유다
- 테조

### 뷰티 컨설턴트
- 한규리

### D클리닉 원장
- 권한진

### 헤어 아티스트
- 창

## 방영목록
| 회차   | 방송일           |
| ------ | ---------------- |
| 제1회  | 2015년 12월 29일 |
| 제2회  | 2016년 1월 5일   |
| 제3회  | 2016년 1월 12일  |
| 제4회  | 2016년 1월 19일  |
| 제5회  | 2016년 1월 26일  |
| 제6회  | 2016년 2월 2일   |
| 제7회  | 2016년 2월 9일   |
| 제8회  | 2016년 2월 16일  |
| 제9회  | 2016년 2월 23일  |
| 제10회 | 2016년 3월 1일   |
| 제11회 | 2016년 3월 8일   |
| 제12회 | 2016년 3월 15일  |
| 제13회 | 2016년 3월 22일  |
| 제14회 | 2016년 3월 29일  |
| 제15회 | 2016년 4월 5일   |
| 제16회 | 2016년 4월 12일  |
| 제17회 | 2016년 4월 19일  |
| 제18회 | 2016년 4월 26일  |
| 제19회 | 2016년 5월 3일   |
| 제20회 | 2016년 5월 10일  |
| 제21회 | 2016년 5월 17일  |
| 제22회 | 2016년 5월 24일  |
| 제23회 | 2016년 5월 31일  |
| 제24회 | 2016년 6월 7일   |
| 제25회 | 2016년 6월 14일  |

## 같이 보기
- 화장대를 부탁해 (FashionN) - 유사 프로그램
- 뷰티STAR그램 (OBS 경인TV) - 박은지가 진행하는 타 유사 프로그램
- 겟잇뷰티 2016 (온스타일) - 유사 프로그램
- 뷰티스테이션 더쇼 2016 (TV캐스트) - 유사 프로그램
- The 예뻐지자 (etn연예채널) - 유사 프로그램
- 뷰티바이블 2016 - S/S (KBS Drama) - 유사 프로그램
- 취향저격 : 뷰티플러스 (MBC 드라마넷) - 유사 프로그램
- 팔로우 미 7 (FashionN) - 유사 프로그램